# Neoaristotelismo
O neoaristotelismo é uma visão da literatura e da crítica retórica propagada pela Escola de Chicago - Ronald S. Crane, Elder Olson, Richard McKeon, Wayne Booth e outros - que significa:

“Uma visão da literatura e da crítica que adota uma atitude pluralista em relação à história da literatura e procura ver as obras literárias e as teorias críticas de forma intrínseca.”

No campo da Comunicação Discursiva, hoje Estudos da Comunicação, o neoaristotelismo foi um dos primeiros métodos retóricos de crítica. A primeira menção ao uso dos conceitos de Aristóteles para a crítica foi no ensaio de Hoyt Hopewell Hudson de 1921, Can We Modernize the Study of Invention?, no qual Hudson sugeriu o uso de topoi para ‘discurso ou argumento’. Suas características centrais foram mais bem explicadas em The Literary Criticism of Oratory, de Herbert A. Wichelns, em 1925. Seu foco era analisar a metodologia por trás da capacidade de um orador de transmitir uma ideia ao seu público. Em 1943, o neoaristotelismo foi mais divulgado, ganhando popularidade depois que William Norwood Brigance publicou A History and Criticism of American Public Address.
Ao contrário da crítica retórica, que se concentra no estudo de discursos e no efeito imediato da retórica em um público, o neoaristotelismo “levou ao estudo de um único orador porque o grande número de tópicos a serem abordados relacionados ao retor e ao discurso tornou praticamente impossível lidar com mais de um único orador. Assim, vários discursos de diferentes retores relacionados por forma de tópico não foram incluídos no escopo da crítica retórica”.

## The Literary Criticism of Oratory
O trabalho de Wichelns foi um dos primeiros a introduzir o neoaristotelismo. Ele reduziu o discurso a 12 tópicos principais a serem estudados, semelhantes a muitos dos tópicos discutidos por Aristóteles na Retórica. Seus tópicos para a crítica do discurso incluem:
- Personalidade do orador

- Caráter do orador (como o público vê o orador)

- Público

- Ideias principais

- Motivos aos quais o orador apelou

- Natureza da prova do orador (credibilidade)

- Julgamento do orador sobre a natureza humana do público

- Arranjo

- Modo de expressão

- Preparação do discurso

- Entrega

- Efeito do discurso sobre o público imediato e efeitos de longo prazo[4]

De acordo com Mark S. Klyn, autor de Toward a Pluralistic Rhetorical Criticism, The Literary Criticism of Oratory forneceu “substância e estrutura a um estudo que até então era informe e efêmero [...] literalmente criou a disciplina moderna da crítica retórica.” Assim, independentemente da falta de detalhes sobre esses tópicos, forneceu uma estrutura moderna de crítica e análise do discurso por meio do neo-aristotelismo, de acordo com Donald C. Bryant.